# 1867
1867 (MDCCCLXVII) je bilo navadno leto, ki se je po gregorijanskem koledarju začelo na torek, po 12 dni počasnejšem julijanskem koledarju pa na nedeljo.

## Dogodki
- 18. oktober - ZDA so od carske Rusije odkupile Aljasko.

## Rojstva
- 25. marec - Arturo Toscanini, italijanski dirigent († 1957)
- 7. maj - Władisław Stanisław Reymont, poljski pisatelj, nobelovec 1924 († 1925)
- 16. april - Aleksander Aleksandrovič Ivanov, ruski astronom († 1939)
- 11. junij - Charles Fabry, francoski fizik († 1945)
- 15. junij - Ivan Grohar, slovenski pisatelj († 1911)
- 7. november - Marie Skłodowska-Curie, poljsko-francoska fizičarka, kemičarka, nobelovka 1903, 1911 († 1934)
- 1. december - Filaret iz Moskve, Metropolit Moskve, ruski ortodoksni teolog (* 1782)
- 5. december - Józef Piłsudski, poljski maršal, politik († 1935)

## Smrti
- 13. januar - Victor Cousin, francoski filozof (* 1792)
- 5. februar - Salomon Munk, nemško-francoski orientalist judovskega rodu (* 1803)
- 25. marec - Friedlieb Ferdinand Runge, nemški kemik (* 1794)
- 25. avgust - Michael Faraday, angleški fizik, kemik (* 1791)
- 19. oktober - sir James South, britanski astronom (* 1785)
- 31. oktober - William Parsons Rosse, irski astronom (* 1800)
- 26. december - Jožef Košič slovenski pisatelj, pesnik, etnolog, rimskokatoliški župnik na Madžarskem (*1788)